# Venom (zespół muzyczny)
Venom – brytyjski zespół thrash/blackmetalowy, któremu black metal zawdzięcza swoją nazwę (od nazwy albumu i utworu Black Metal). Reprezentuje nurt NWoBHM (New Wave of British Heavy Metal). Założony w 1979 w Newcastle przez członków grupy Guilottine. Byli to: Clive Archer, Jeffrey Dunn, Dave Rutherford, Alan Winston i Tony Bray. Potem w tajemniczych okolicznościach odeszli gitarzysta i wokalista, których zastąpił Conrad Lant, stając się przy okazji jednym z najbardziej charyzmatycznych muzyków rock’n’rollowych.

## Muzycy

### Obecny skład zespołu
- Conrad „Cronos” Lant – gitara basowa, śpiew (1979–1987, 1995–do dzisiaj)
- John „Rage” Dixon – gitara elektryczna (2007–do dzisiaj)
- Danny „Dante” Needham – perkusja (2009-do dzisiaj)

### Byli członkowie zespołu
- Antony „Antton” Lant – instrumenty perkusyjne (2000–2009)
- Mike „Mykus” Hickey – gitara elektryczna (1987–1988, 2005–2007)
- Jeffrey „Mantas” Dunn – gitara elektryczna (1979–1986, 1989–2002)
- Tony „Abaddon” Bray – instrumenty perkusyjne (1979–1999)
- Jimmy Clare – gitara elektryczna (1987–1988)
- Steve „War Maniac” White – gitara elektryczna (1992)
- Al Barnes – gitara elektryczna (1989–1991)
- Clive „Jesus Christ” Archer – śpiew (1979–1980)
- Tony „Demolition Man” Dolan – śpiew, gitara basowa (1989–1992)

## Dyskografia

### Albumy studyjne[5]
- 1981 Welcome to Hell
- 1982 Black Metal
- 1984 At War with Satan
- 1985 Possessed
- 1987 Calm Before the Storm
- 1989 Prime Evil
- 1991 Temples of Ice
- 1992 The Waste Lands
- 1997 Cast in Stone
- 2000 Ressurection
- 2006 Metal Black
- 2008 Hell
- 2011 Fallen Angels[6]
- 2015 From The Very Depths
- 2018 Storm the Gates

### Albumy koncertowe
- 1985 Official Bootleg
- 1986 Eine Kleine Nachtmusik
- 1997 The Second Coming
- 2002 Bitten
- 2003 Witching Hour

### Minialbumy
- 1984 Canadian Assault
- 1985 American Assault
- 1985 French Assault
- 1985 Hell at Hammersmith
- 1986 Scandinavian Assault
- 1987 German Assault
- 1990 Tear Your Soul Apart
- 1996 Venom ’96

### Kompilacje
- 1985 From Hell to the Unknown
- 1986 The Singles (1980–1986)
- 1987 Metal City (split z grupami Warfare, Saracen i Avenger)
- 1991 Acid Queen
- 1992 The Book of Armageddon
- 1992 Radio Hell: The Friday Rock Show Sessions (split z grupami Raven i Warfare)
- 1993 In Memorium
- 1993 Leave Me in Hell
- 1993 Skeletons in the Closet
- 1996 Black Reign
- 1998 New, Live & Rare
- 1999 From Heaven to the Unknown
- 1999 Old, New, Borrowed And Blue
- 1999 Buried Alive
- 2000 The Collection
- 2000 Court Of Death
- 2001 Formation of the Wicked
- 2001 The Venom Archives
- 2001 Greatest Hits & More
- 2002 Darkest Hour
- 2002 Kissing the Beast
- 2002 Welome to Hell
- 2003 Lay Down Your Soul!
- 2003 Best of – Witching Hour
- 2003 In League with Satan
- 2003 The Seven Gates of Hell – Singles 1980–1985

#### Box sety
- 1985 Here Lies Venom
- 2001 A Triple Dose of Venom
- 2005 MMV

## Nagrody i wyróżnienia
| Rok  | Kategoria | Tytułem | Nagroda         | Nota | Źródło |
| ---- | --------- | ------- | --------------- | ---- | ------ |
| 2013 | Icon      | Venom   | Kerrang! Awards | Laur | [ 7 ]  |